# Fernando O. Assunção
Fernando Octavio Assunção Formica (Montevidéu, 12 de janeiro de 1931 — São Paulo, 3 de maio de 2006) foi um historiador uruguaio.

## Biografia
Especializou-se em antropologia social, escreveu obras sobre o folclore uruguaio e do Rio da Prata.
Destacou-se nos estudos e projetos para a Colônia do Sacramento entre 1968 e 1981, e pela contribuição à criação do Museu do Gaucho; com Jorge Páez Vilaró, foram responsávels pela criação do Museo de Arte Americano de Maldonado.
 
Foi um destacado historiógrafo; membro do Instituto Histórico y Geográfico del Uruguay e do Instituto Panamericano de Geografía e Historia.
Morreu repentinamente num aeroporto de São Paulo em 2006. A Câmara de Representantes e o Senado do Uruguai o homenagearam.

## Família
Filho do imigrante português Octávio Assunção e de María Dolores Formica Corsi.
Cassado com Margarita Corallo, tiveram duas filhas, Margarita e Cecilia.

## Obras
- Génesis del tipo gaucho en el Río de la Plata (1957).[3]
- Usos y costumbres del gaucho.[4]
- Romancero oriental.
- El mate (Bolsilibros Arca, 1967).[4]
- Pilchas criollas (1976, reeditado por Emecé en 1997). ISBN 950-04-1121-0.[4]
- Artigas, Inauguración de su Mausoleo y Glosario de Homenajes (en colaboración con Wilfredo Pérez).
- El perro cimarrón.
- Tradición, factor de integración cultural del individuo en la comunidad.[4]
- De Uruguay, América y el Mundo.[4]
- "Cuadernos del Boston", serie sobre los barrios de Montevideo, 1990-1993, en colaboración con Iris Bombet Franco:
  - 1. La Ciudad Vieja,
  - 2. La Aguada,
  - 3. La Unión,
  - 4. Pocitos,
  - 5. 18 de Julio,
  - 6. Colón.
- Uruguay, lo mejor de lo nuestro (con fotografías de Julio Testoni).[4]
- El tango y sus circunstancias (El Ateneo, Buenos Aires).[4]
- Colonia del Sacramento, Patrimonio Mundial (coautoría con Antonio Cravotto, prólogo de Federico Mayor Zaragoza, introducción de Marta Canessa de Sanguinetti; Ediciones UNESCO, Montevideo, 1996).[4][5]
- Epopeya y tragedia de Manuel de Lobo. Biografía del fundador de Colonia del Sacramento (1635-1683) (Linardi y Risso, 2003).
- Historia del gaucho (Claridad, 2006). ISBN 978-950-620-205-7.[6]
- El caballo criollo (Emecé, Buenos Aires, 2008).[4]
- Bailes criollos rioplatenses (con Olga Fernández Latour de Botas y Beatriz Durante, Claridad, 2012)[7]